# Saltskär

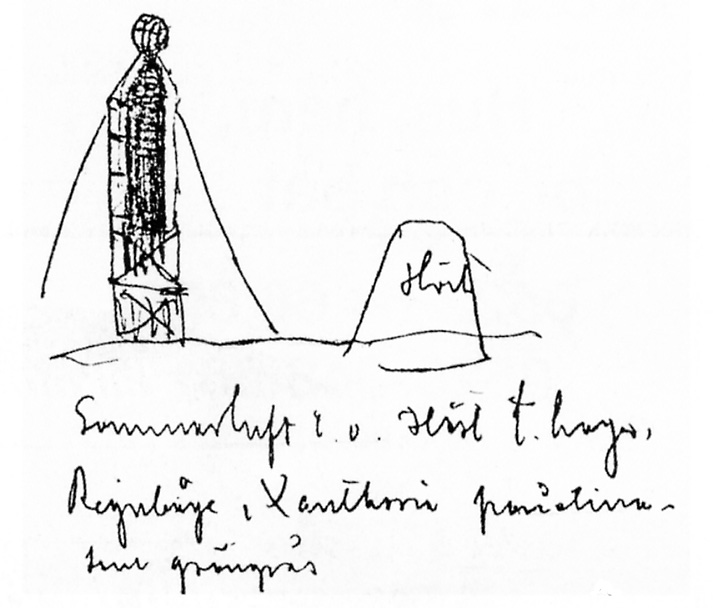
Saltskärs båk och kummel. Efter August Strindberg, oktober 1890.

Saltskär är en ö knappt 5 km sydväst om Hamburgsund, Tanums kommun i Bohuslän. Ön ligger mellan Sotefjorden och Väderöfjorden och på den står ett av västkustens märkligaste sjömärken. Det är en fjorton meter hög båk, som består av en fackverkskonstruktion i järn på ena sidan klädd med upptill avsmalnande träpanel och med ett klot på toppen. Båken stod klar år 1882, uppförd efter ritningar av Nils Gustaf von Heidenstam.
Sedan tidigare fanns redan ett kummel av sten strax bredvid den plats som valdes för båken.

## Folkliga historier om båken
Båken ser på avstånd ut som en kvinnofigur. I folkmun benämns båken Saltskärs käring. Det berättas att Heidenstam var i farvattnen i samband med uppförandet av fyren på Väderöbod hört historier om den beryktade vrakplundrerskan Justina på Hornö, strax innanför Saltskär. Dessa historier sägs ha inspirerat till utseende på båken på Saltskär.
När man kommer söderifrån över Soten, ser hon ut som en havande kvinna. När man kommer närmare ser man att hon har ett barn vid handen. Det är kumlet som har den rollen. När man fortsätter norrut åldras kärringen och kröker rygg. När man så kommer och har ”kärringen” tvärs ser hon ut som ett benrangel, nu ser man fackverkskonstruktionen.
Det sägs att den gamla damen på Saltskär sätter sig och vilar på kumlet när ingen tittar på. Men, så snart någon tittar, så reser hon sig igen.

## Föreningen
Efter att Sjöfartsverket i många år underlåtit att underhålla Saltskär käring kom signaler om att rivning var planerad för den då fallfärdiga konstruktionen. Men år 1984 bildades föreningen Saltskär Kärings Vänner, som har övertagit ansvaret för Saltskärs käring. Föreningen har ersatt den ursprungliga båken med en ny enligt originalritningarna.